# ترشحات واژن

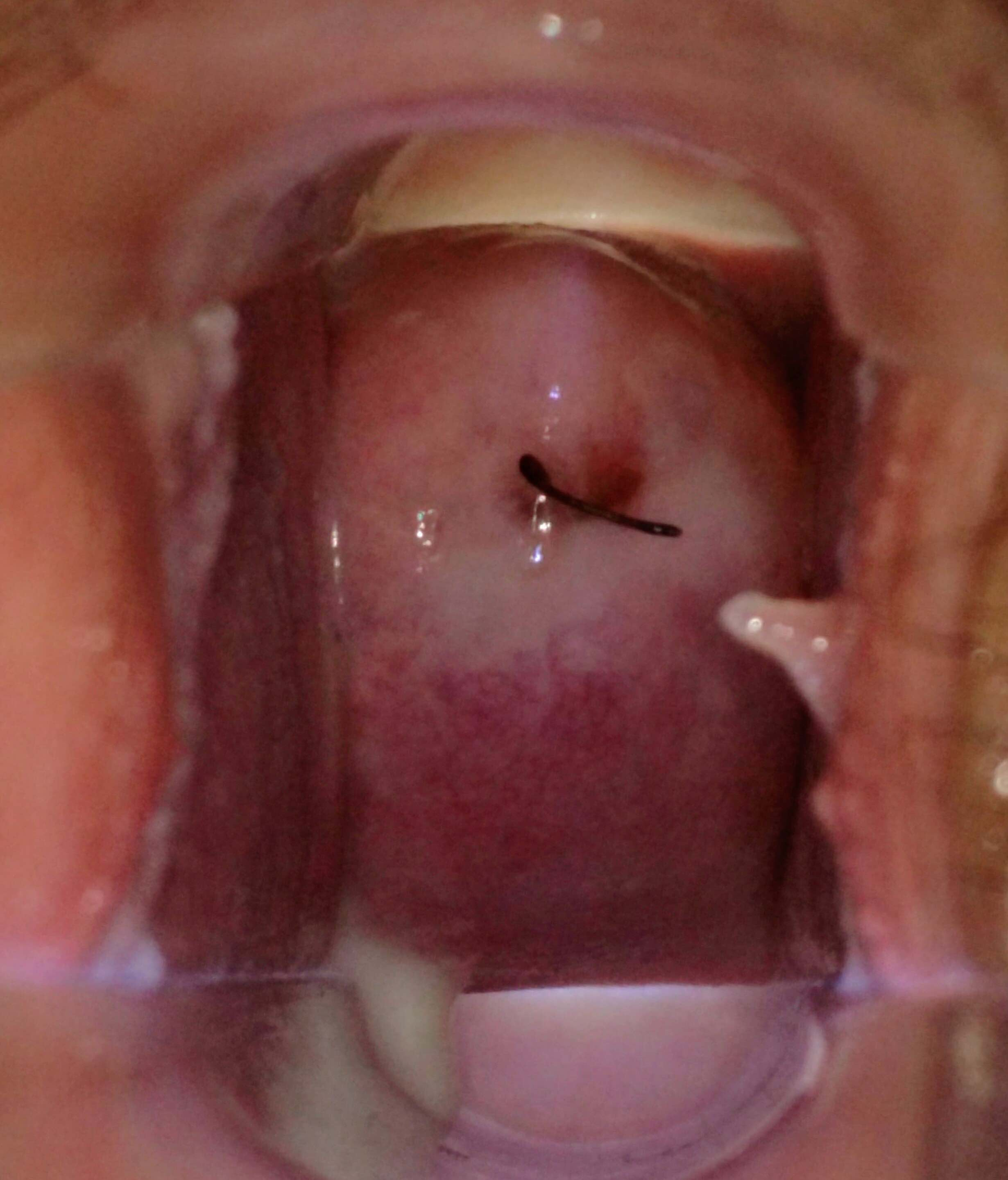
ترشحات واژن

ترشحات واژن (به انگلیسی: Vaginal discharge) مخلوطی از موکوس، سلول‌ها و انواع باکتری‌ها است که واژن را مرطوب و از آن محافظت می‌کند. بر خلاف خیس شدن واژن که با اراده انسان و حین تحریک است، ترشحات به‌طور مداوم توسط سلول‌های واژن و غدد دهانه رحم تولید می‌شود و از طریق دهانه واژن از بدن خارج می‌گردد. ترکیب، مقدار و کیفیت ترشحات در افراد متفاوت است و می‌تواند در طول چرخه قاعدگی و در تمام مراحل رشد جنسی و تولید مثل نیز تغییر کند.
باکتری‌های تولید شده که در واژن زندگی می‌کنند به‌طور معمول باعث بیماری نمی‌شوند. در حقیقت، آن‌ها حتی می‌توانند با تولید موادی مانند اسید لاکتیک و پراکسید هیدروژن که مانع رشد باکتری‌های دیگر هستند، فرد را از ابتلا به سایر عفونت‌های واژن محافظت کنند. ترکیب طبیعی باکتری‌ها در واژن می‌تواند متفاوت باشد، اما بیشتر تحت سلطه باکتری‌هایی به نام لاکتوباسیل است. به‌طور متوسط، تقریباً ۱۰۸ تا ۱۰۹ باکتری در هر میلی لیتر ترشحات واژن وجود دارد.
ترشحات طبیعی واژن ممکن است دارای قوام نازک و آبکی یا قوام ضخیم و چسبنده ای بوده و رنگ آن نیز می‌تواند شفاف یا سفید باشد. گاهی نیز این ترشحات حجم زیادی دارند اما خوشبختانه بوی بدی نمی‌دهند و مانند عفونت با درد یا خارش همراه نیستند. معمولاً این ترشحات طی زمان یک روز توسط نیروی جاذبه از واژن خارج می‌شوند. جالب است بدانید هر زن در سنین باروری روزانه ۱٫۵ گرم یعنی برابر با ۰٫۵ تا ۱ قاشق چای خوری ترشحات واژن تولید می‌کند؛ بنابراین با دیدن هر نوع ترشحی به‌خصوص اگر بدون علامت باشد نگران نشوید. بیشتر این ترشحات فیزیولوژیک تلقی می‌شوند و عملکرد طبیعی بدن را نشان می‌دهند. با این حال برخی از تغییرات در رنگ و بوی ترشحات می‌تواند نشان دهنده عفونت باشد. عفونت‌هایی که ممکن است باعث تغییر در ترشحات واژن شوند شامل عفونت‌های قارچی، واژینیت، عفونت باکتریایی و عفونت‌های مقاربتی می‌باشند.

## ترشحات طبیعی
ترشحات طبیعی واژن شامل موکوس دهانه رحم، مایعات ترشح شده از دیواره واژن و سلول‌ها و باکتری‌ها می‌باشد. این ترشح‌ها ممکنه در طول هر دوره از زندگی تغییر کند:

### نوزادی
در نوزادان، ترشحات واژن گاهی در چند روز اول پس از تولد رخ می‌دهد و جای نگرانی نیست. این حالت به دلیل قرار گرفتن در معرض استروژن ترشح شده از بدن مادر در هنگام بارداری است؛ بنابراین ترشحات واژن نوزاد ممکن است سفید یا شفاف با بافت مخاطی یا ندرتاً صورتی کمرنگ باشد.

### کودکان
واژن دختران قبل از بلوغ نازک‌تر است و دارای فلور باکتریایی متفاوت می‌باشد. ترشحات واژن در دختران قبل از بلوغ جنسی با PH خنثی تا قلیایی از ۶ تا ۸ است. انواع باکتری‌هایی که در این دوران در ترشحات واژن وجود دارند شامل طیف وسیعی از باکتری‌های بی هوازی، انتروکوک، E. coli و لاکتوباسیلوس و گونه‌های استافیلوکوک می‌باشد.

### بلوغ
در دوران بلوغ، هورمون استروژن توسط تخمدان‌ها تولید می‌شود. قبل از شروع قاعدگی (حداکثر تا ۱۲ ماه قبل از قاعدگی، به‌طور معمول همزمان با رشد سینه‌ها) ترشحات واژن از نظر مقدار و ترکیب تغییر کرده و به‌طور کلی افزایش می‌یابد. در این دوره استروژن بافت‌های واژن را بالغ می‌کند و باعث افزایش تولید گلیکوژن توسط سلول‌های اپی تلیال می‌شود. این مقادیر بالاتر گلیکوژن در کانال واژن از رشد باکتری لاکتوباسیل نسبت به سایر گونه‌های باکتریایی پشتیبانی بیشتری می‌کند. هنگامی که لاکتوباسیل‌ها از گلیکوژن به عنوان منبع غذایی استفاده می‌کنند، آن را به اسید لاکتیک تبدیل خواهند کرد. در نتیجه محیط اسیدی تری در واژن ایجاد می‌شود. در حقیقت، pH واژن و ترشحات واژن بلافاصله بعد از بلوغ بین ۳٫۵ تا ۴٫۷ است.

### چرخه قاعدگی

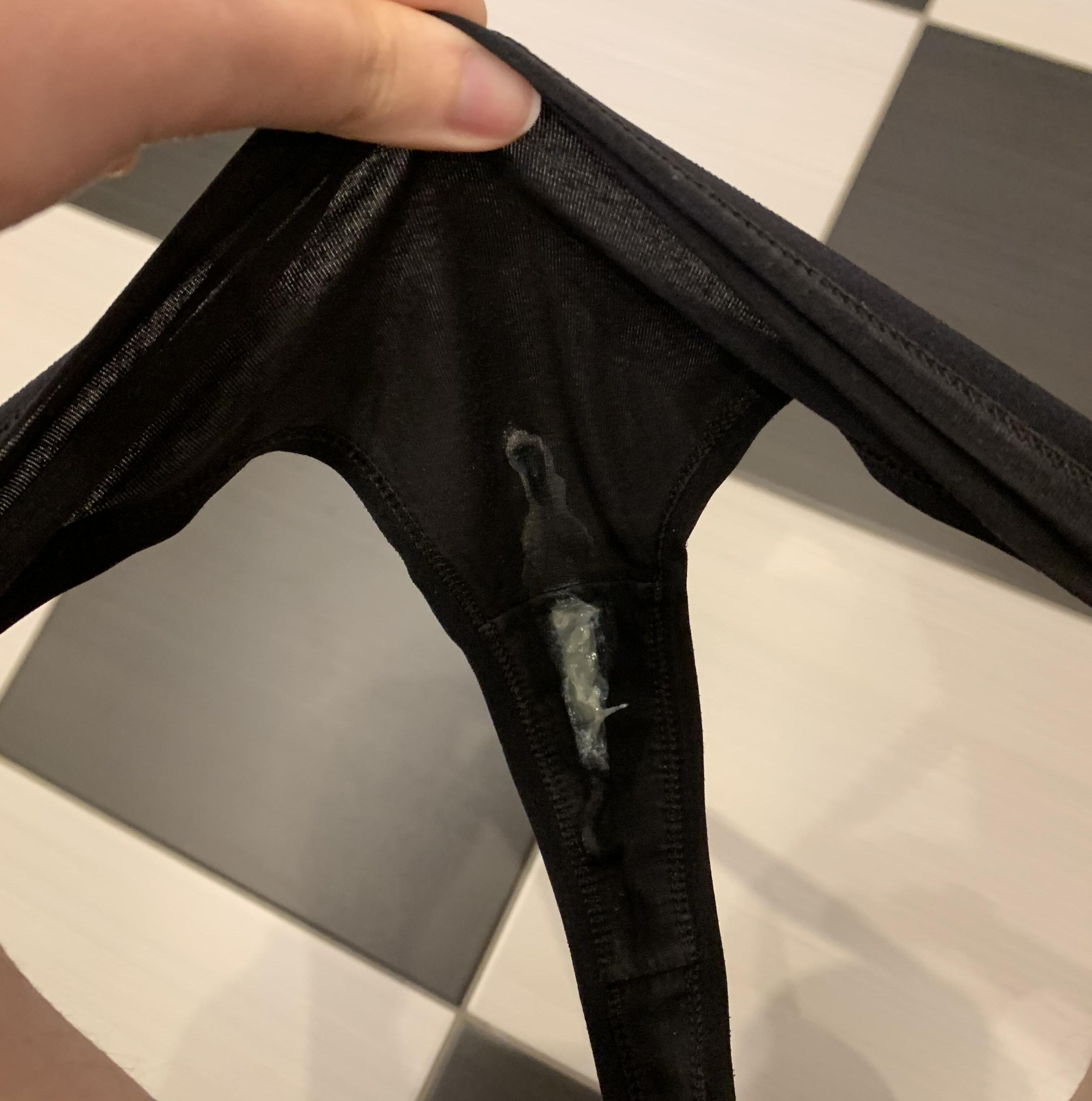
ترشحات تخمک گذاری

مقدار و قوام ترشحات واژن در طی یک چرخه قاعدگی تغییر می‌کند. به این صورت که در روزهای بعد از قاعدگی، ترشحات واژن کم است و قوام آن ضخیم و چسبناک می‌باشد. هنگام نزدیک شدن به تخمک گذاری، افزایش سطح استروژن باعث افزایش همزمان ترشحات واژن می‌شود. در واقع میزان ترشحات تولید شده در زمان تخمک گذاری ۳۰ برابر بیشتر از مقدار تولید شده پس از قاعدگی است. ترشحات در این مدت از نظر رنگ و قوام نیز تغییر می‌کنند و در نزدیکی تخمک گذاری مثل سفیده تخم مرغ می‌شوند. بعد از تخمک گذاری، سطح پروژسترون بدن افزایش می‌یابد که باعث کاهش میزان ترشحات واژن خواهد شد. سپس قوام ترشحات یک بار دیگر به صورت ضخیم و چسبناک درآمده و رنگ آن مات می‌شود. در روزهای پایانی چرخه یعنی اواخر تخمک گذاری تا پایان قاعدگی ترشحات واژن کاهش می‌یابد و سپس پس از شروع قاعدگی دوباره این چرخه تکرار می‌شود.

### بارداری
در دوران بارداری، در نتیجه افزایش میزان استروژن و پروژسترون در بدن، حجم ترشحات واژن نیز به‌طور طبیعی افزایش می‌یابد. این ترشح‌ها معمولاً سفید یا کمی خاکستری هستند و ممکن است بوی خاک آلود داشته باشند. ترشحات طبیعی بارداری حاوی خون نیست و باعث خارش نمی‌شود. همچنین در دوران بارداری به دلیل افزایش تولید اسید لاکتیک، این ترشحات اسیدی تر از حد نرمال می‌باشند. این محیط اسیدی به محافظت از جنین در برابر بسیاری از عفونت‌ها کمک می‌کند اما احتمال ایجاد عفونت‌های مخمر واژن را نیز افزایش می‌دهد.

### دوران یائسگی
در دوران یائسگی با کاهش سطح استروژن، واژن تقریباً به وضعیتی مشابه قبل از بلوغ برمی گردد. به‌طور خاص در این دوره، بافت‌های واژن نازک شده و کشش خونرسانی آن نیز کمتر می‌شود. از طرفی سلول‌های اپیتلیال سطحی حاوی گلیکوژن کمتری هستند. با کاهش سطح گلیکوژن، فلور واژن تغییر می‌کند تا میزان باکتری‌های لاکتوباسیل آن کمتر شده و متعاقباً pH به دامنه ۶٫۰–۷٫۵ کاهش می‌یابد. در نتیجه میزان کلی ترشحات واژن در یائسگی کم خواهد شد. گرچه این حالت طبیعی است، اما می‌تواند منجر به علائمی از جمله خشکی و درد در هنگام رابطه جنسی شود. خوشبختانه این علائم اغلب با مرطوب‌کننده‌های واژن، انواع روان‌کننده‌ها یا کرم‌های هورمونی قابل درمان هستند.

## ترشحات غیرطبیعی
تا این‌جا تمام ترشحاتی که توضیح دادیم طبیعی بودند؛ اما گاهی نیز ممکن است ترشحات غیرطبیعی ایجاد شوند که نیاز به درمان پزشکی دارند. معمولاً در صورت ایجاد عفونت یا عدم تعادل در فلور واژن یا pH این نوع ترشحات به وجود می‌آیند. گاهی نیز، ممکن است ترشحات غیرطبیعی واژن دلیل مشخصی نداشته باشد. ویژگی‌های ترشحات غیرطبیعی واژن بسته به علت آن متفاوت است، اما یک سری ویژگی مشترک هم دارند. به عنوان مثال همه آن‌ها رنگ ترشحات را تغییر می‌دهند و باعث علائمی مانند خارش، سوزش، درد لگن یا درد در هنگام رابطه جنسی می‌شوند.

### عفونت باکتریایی
واژینوز باکتریال یک عفونت باکتریایی کاملاً شایع در میان زنان است. این عفونت باعث افزایش ترشحات واژن می‌شود که بوی شدید و شبیه ماهی گندیده دارد. در برخی موارد نیز این عفونت هیچ علائم خاصی ایجاد نمی‌کند. خطر ابتلا به این نوع عفونت در زنانی که رابطه دهانی بیشتری انجام می‌دهند یا چندین شریک جنسی دارند، بیشتر است.

### تریکوموناس
تریکومونیازیس نوع دیگری از عفونت است. این عفونت توسط ارگانیسم تک یاخته ای یا تک سلولی ایجاد می‌شود. این بیماری اغلب در اثر تماس جنسی و اشتراک حوله و لباس حمام انتقال می‌یابد. از علائم آن ایجاد ترشحات زرد یا سبز رنگ با بوی بد می‌باشد. سایر نشانه‌های این عفونت، التهاب و خارش است و در برخی افراد نیز هیچ نشانه ای ایجاد نمی‌کند.

### عفونت قارچی
عفونت مخمر یک عفونت قارچی است که علاوه بر احساس سوزش و خارش، ترشحات سفید و شبیه پنیر تولید می‌کند. وجود مخمر در واژن طبیعی است، اما رشد بیش از حد آن می‌تواند در شرایط خاص و خارج از کنترل چندین برابر شود. در این صورت شما دچار عفونت مخمر می‌شوید. موارد زیر ممکن است احتمال ابتلا به عفونت‌های مخمری را افزایش دهد:
- فشار خون
- دیابت
- استفاده از قرص‌های ضدبارداری
- بارداری
- مصرف آنتی‌بیوتیک، به خصوص استفاده طولانی مدت در طی ۱۰ روز
- سوزاک و کلامیدیا

سوزاک و کلامیدیا عفونت‌های مقاربتی (STI) هستند که می‌توانند ترشحات غیرطبیعی ایجاد کنند. رنگ این ترشحات اغلب زرد یا مایل به سبز یا ابری است.

### بیماری التهابی لگن
بیماری التهابی لگن (PID) عفونتی است که اغلب در اثر تماس جنسی گسترش می‌یابد. این اتفاق زمانی رخ می‌دهد که باکتری‌های مربوط به واژن و اندام‌های دیگر تولید مثل گسترش یابند. ممکن است ترشحات زیاد بوده و با بوی بدی نیز همراه باشند.

### ویروس پاپیلومای انسانی
ویروس پاپیلومای انسانی (HPV) در اثر تماس جنسی منتشر می‌شود. این ویروس می‌تواند منجر به سرطان دهانه رحم نیز بشود. اگرچه ممکن است هیچ علامتی نداشته باشد، اما این نوع سرطان می‌تواند علائمی مانند ترشحات خونی، قهوه ای یا آبکی و بوی نامطبوع ایجاد کند. سرطان دهانه رحم به راحتی با تست پاپ اسمیر سالانه و آزمایش HPV قابل بررسی است.